# آدم شيندلر
آدم شيندلر (بالإنجليزية: Adam Schindler) هو فنان قتال مختلط أمريكي، ولد في 19 مايو 1983.

## وصلات خارجية
- آدم شيندلر على موقع بيلاتور (الإنجليزية)
- آدم شيندلر على موقع شيردوغ (الإنجليزية)
- آدم شيندلر على موقع IMDb (الإنجليزية)